# Просвет (Болховский район)
Просвет — опустевший посёлок в Болховском районе Орловской области. Входит в состав Новосинецкого сельского поселения. Население 0 человек (2010).

## География
Посёлок находится в северной части Орловской области, в лесостепной зоне, в пределах центральной части Среднерусской возвышенности. К северу расположена запруда. К востоку, менее 2 километров, расположены деревни Домашовка, Сомова и Алексеевка, посёлок Кирпичи.
Часовой пояс
посёлок Просвет, как и вся Орловская область, находится в часовой зоне МСК (московское время). Смещение применяемого времени относительно UTC составляет +3:00.
Климат
близок к умеренно-холодному, количество осадков является значительным, с осадками в засушливый месяц. Среднегодовая норма осадков — 627 мм. Среднегодовая температура воздуха в Болховском районе — 5,1 ° C.

## Население
| 2010 |
| ---- |
| 0    |

национальный состав
Согласно результатам переписи 2002 года, в национальной структуре населения
русские составляли 100 % из общей численности населения в 6 жителей

## Инфраструктура
Нет данных

## Транспорт
Просёлочные дороги.